# Gnomonika

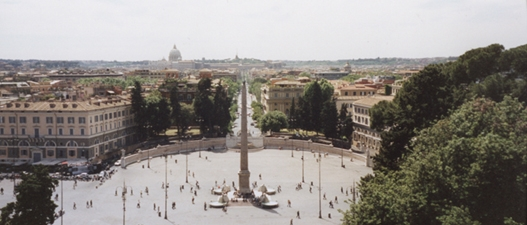
Pierwsze obeliski wykorzystywane do wyznaczania czasu były tworzone w Babilonii i starożytnym Egipcie. Na zdjęciu obelisk faraona Amenemhat II liczący prawie 4000 lat stanowiący centralny punkt placu świętego Piotra w Watykanie.

Gnomonika (gr. gnomoniké téchne od gnómon, γνόμον – ‘pręt wskazujący godzinę w zegarze słonecznym’) – nauka związana z astronomią dotycząca obliczania i kreślenia zegarów słonecznych. Był to jeden z przedmiotów wykładanych w kolegiach jezuickich popularnych w XVII - XVIII wieku. Autorem jednego z najlepszych w Polsce podręczników teoretycznej i praktycznej gnomoniki był kanonik dobromiejski Józef Tuławski. Jego dzieło pt.Gnomonica facilitata ukazało się w Królewcu w roku 1751. Pracę swą kanonik dobromiejski dedykował biskupowi warmińskiemu Adamowi Stanisławowi Grabowskiemu.
Znanym polskim specjalistą w dziedzinie gnomoniki był zmarły w 1977 Tadeusz Przypkowski, którego dziełem są m.in. zegary słoneczne w obserwatorium w Greenwich, a w Polsce - na Kościele Mariackim w Krakowie, Zamku Królewskim w Warszawie, ratuszu w Sandomierzu, przed Pałacem Kultury i Nauki w Warszawie oraz na dziedzińcu Planetarium Śląskiego w Chorzowie.
Największe w Polsce i trzecie w świecie, pod względem liczebności i wagi zbiorów, muzeum gnomoniczne znajduje się w Jędrzejowie i zostało założone przez rodzinę Przypkowskich.